# Чжэн Цзюньли
Чжэ́н Цзюньли́  (кит. трад. 鄭君里, упр. 郑君里, пиньинь Zhèng Jūnlǐ, палл. Чжэн Цзюньли; 6 декабря 1911, Шанхай — 23 апреля 1969, Шанхай) — китайский актёр и режиссёр, рождённый в Шанхае. Стал известен во время второго золотого века китайского кинематографа. Его фильмы «Весенние воды текут на восток» и «Вороны и воробьи» считаются классикой китайского кино. Во время культурной революции он подвергся преследованиям и умер в тюрьме в 1969 году.

## Биография

### Китайская республика
Чжэн Цзюньли родился в обедневшей семье в Шанхае. С ранних лет он проявлял интерес к искусству. После окончания средней школы он поступил в «Художественную школу Наньгуо»,   чтобы изучать актерскую игру. В 30-х Чжэн стал контрактным актером и работал в кинокомпании Ляньхуа. Одной из запоминающихся ролей, сыгранных им в этот период, стала роль в фильме «Новая женщина» вместе с  китайской актрисой Жуань Линъюй. 
После окончания Японо-китайской войны Чжэн Цзюньли начал заниматься режиссурой, в 1947 он совместно с режиссером Цай Чушэном  снял черно-белую военную драму «Весенние воды текут на восток», также он стал известен критикой Гоминьдана в фильме «Вороны и воробьи».

### Китайская народная республика
Чжэн положительно отнесся к приходу к власти коммунитсической партии Китая и поддерживал новое правительство. На втором собрании седьмого национального конгресса КПК, Мао Цзэдун упомянул сложности, с которыми сталкивался кадровый состав КПК при переезде в города.  Это вдохновило Чжэна на создание фильма «Женатая пара», в котором рассказывалась история члена КПК, который бросив жену, переехал в большой город, чтобы жениться на новой девушке, однако фильм не был выпущен в прокат. 
В 1950 на экраны вышел фильм режиссера Сунь Юя «Жизнь У Сюня», фильм пользовался популярностью у зрителей, и Чжэн Цзюньли поддерживал его выход в прокат, однако вскоре «Жэньминь жибао» опубликовала статью, в которой фильм критиковался. Примечательно, что автором статьи мог быть сам Мао Цзэдун. Это событие, в купе с неудачей , которую Чжэн потерпел со своей последней картиной оказало на режиссера большое давление. 
Во время культурной революции Чжэн Цзюнли подвергся преследованиям и умер в тюрьме в 1969.

## Другие работы
Чжэн Цзюньли также написал и перевел с английского несколько работ о кино и театральных постановках. Написанные им работы включают в себя: «Рождение роли» (角色的誕生) , «Озвучка»  (畫外音)и другие.  Он посвятил время изучению различных теорий актерской игры. Он одним из первых в Китае начал использовать систему Станиславского.

## Фильмография

### В качестве режиссера
| 1947 | Весенние воды текут на восток     | 一江春水向東流                                |
| 1949 | Вороны и воробьи                  | 烏鴉與麻雀                                    |
| 1951 | Муж и жена                        | 我們夫婦之間                                  |
| 1955 | Сун Цзинши                        | 宋景詩                                        |
| 1958 | Линь Цзэсюй                       | 林則徐                                        |
| 1959 | Не Эр                             | 聶耳                                          |
| 1969 | Весна приходит к высохшему дереву | 枯木逢春                                      |
| 1964 | Ли Шаньцзы                        | Фильм не был выпущен по политическим причинам |

### В качестве актера
| 1932 | Дикая роза               | 野玫瑰     | Сяо Ли              |
| 1932 | Розовая мечта            | 粉紅色的夢 | Первый друг Ли      |
| 1933 | Кровь страсти на вулкане | 火山情血   | Сун Кэ              |
| 1934 | Большая дорога           | 大路       | Чжэн Цзюнь          |
| 1935 | Песнь Китая              | 天倫       | Взрослый Сунь Юйтан |
| 1935 | Национальные традиции    | 國風       | Чэнь Цзо            |
| 1936 | Члены семьи              | 孤城烈女   | Чжан Чжэнкэ         |